# Great Fish River

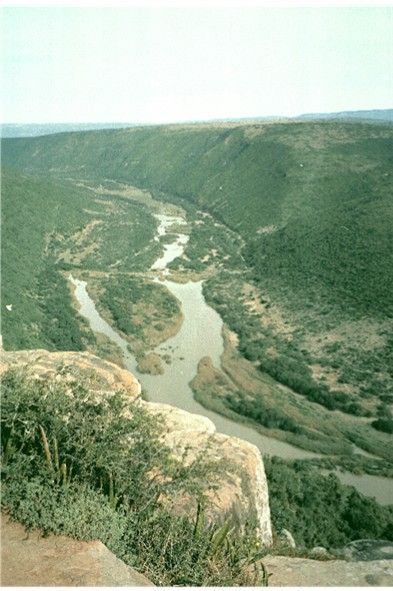
Great Fish River.

Great fish river (afrikaans: Groot-Visrivier; svenska: Stora fiskfloden)  är en flod i Östra Kapprovinsen i Sydafrika.
Namnet Great är givet för att skilja den från Fish River i Namibia.
Great Fish River är 644 kilometer lång och flyter ut i Indiska Oceanen cirka 148 kilometer öster om Port Elisabeth och cirka 87 kilometer sydväst om East London. Vid utloppet finns en fyr som heter Great Fish Point och som är byggd 1898.
Vatten flyter vanligen naturligt i floden året om även om strömmen kan vara mindre i torra områden och floden påverkas även av tidvatten cirka 20 kilometer uppströms. Vatten kan även tillföras från andra flodsystem via dammar vilket görs ibland under torra perioder.

## Ekologi, historia och ekonomi
På 1970-talet ingick floden i ett större projekt för att förse jordbruk och industri med vatten då man med dammar och tunnlar byggde ihop floden med Orange River. Detta visade sig dock ödesdigert för flodens egna ekosystem som nu har givit vika för flora och fauna från Orange River.
På 1800-talet var floden Kapkolonins östra gräns. Under Xhosakrigen blev floden omstridd med kolonisatörer på ena sidan och folket Xhosa på andra. Under apartheid var floden närmast oceanen  bantustan Ciskeis västra gräns.
Ett vattenkraftverk finns, men det används inte på grund av det inte är lönsamt.

## Städer
Den enda större orten floden flyter igenom är Cradock.

## Bifloder
Tarka River, Little Fish River, Kunap River, Kat River

## Fritid
Trots namnet förekommer endast sportfiske, oftast nära utloppet i Indiska Oceanen. Det hålls en årlig två-dagars kanot-tävling (Fish River Canoe Marathon) från Grassridge Dam till Cradock.
Det finns många mer eller mindre kända skeppsvrak i floden närmast utloppet.
Området från utloppet västerut mot Port Elisabeth kallas för solskenskusten.